# معركة العمارة 2006
معركة العمارة هي معركة عسكرية حدثت في مدينة العمارة جنوب العراق التي يسكنها أكثر من 400 ألف شخص عام 2006 حيث جرت المعركة بين جيش المهدي من جهة والشرطة العراقية من جهة آخرى جات بعد انسحاب الجيش البريطاني من المدينة نتيجة عمليات القصف الصاروخي الذي يتلقاه منذ بداية احتلال العراق عام 2003.